# عبد القادر بنجلون
عبد القادر بنجلون (1908 - 1992)، هو محامٍ وسياسي مغربي، شغل منصب وزير المالية في حكومة المغرب بين 7 ديسمبر 1955 و20 أكتوبر 1956. وشغل أيضًا منصب وزير العدل بين 13 نوفمبر 1963 و20 أغسطس 1964. وكان أيضا رئيسًا لنادي الوداد الرياضي من عام 1942 إلى عام 1944.

## وفاته
توفي في 8 مايو 1992 في الدار البيضاء.